# Nyuserra
Nyuserra-Iny (también llamado Niuserre Ini o Neuserre Ini; conocido en griego como Ῥαθούρης Rathurēs) fue un faraón del Antiguo Egipto, el sexto monarca de la Quinta Dinastía, durante el período del Imperio Antiguo. Se le calcula un reinado de veinticuatro a treinta y cinco años, dependiendo del historiador, y probablemente vivió en la segunda mitad del siglo XXV a. C.
Fue el hijo menor de Neferirkara Kakai y la reina Jentkaus II, y hermano del efímero rey Neferefra, a quien posiblemente haya sucedido de manera directa tal y como lo indican algunas fuentes históricas posteriores, aunque alternativamente pudo haber reinado tras Shepseskara como lo sugiere Miroslav Verner, aunque solo por unas pocas semanas o meses como máximo. La relación de Shepseskara con Neferefra y Nyuserra sigue siendo altamente incierta. A su vez, a Nyuserra le sucedió Menkauhor, quien pudo haber sido su sobrino e hijo de Neferefra. 
Fue el constructor más prolífico de su dinastía ya que mandó levantar tres pirámides para él y sus reinas y otras tres para su padre, madre y hermano, todas en la necrópolis de Abusir. Construyó el templo más grande del Imperio Antiguo al dios del sol Ra, llamado Shesepibre o «Alegría del Corazón de Ra»; también completó el Nejenre, el templo del Sol de Userkaf en Abu Gurab, y el templo del valle de Micerino en Guiza. Al hacerlo, fue el primer rey desde Shepseskaf, último gobernante de la Cuarta Dinastía, en prestar atención a la necrópolis de dicho lugar, una decisión que se sugiere podría haber sido un intento de legitimar su gobierno después de los tiempos difíciles que rodearon la inesperada muerte de su hermano, Neferefra. 
Hay pocos indicios de acciones militares durante su reinado; el Estado egipcio continuó manteniendo relaciones comerciales con Biblos en la costa levantina y enviando expediciones a las minas y canteras del Sinaí y de la Baja Nubia. Su reinado vio un crecimiento en la estructura administrativa y el nacimiento efectivo de los nomarcas, gobernadores provinciales que, por primera vez, fueron enviados a vivir en las provincias que administraban en lugar de permanecer en la corte del faraón. 
Como otros faraones del Imperio Antiguo, Nyuserra se benefició de un culto funerario de carácter oficial establecido a su muerte que, patrocinado por el Estado, existió durante siglos; el suyo fue el único que sobrevivió al caótico Primer Período Intermedio y duró hasta la Duodécima Dinastía del Imperio Medio. Paralelamente, apareció un culto popular espontáneo en el que se le veneraba bajo su nombre de nacimiento, «Iny», donde su figura desempeñaba un rol similar al de un santo, es decir, era invocado como intercesor entre el creyente y los dioses. De este se ha encontrado poca evidencia arqueológica, pero parece haber continuado hasta el Imperio Nuevo, casi mil años después de la muerte del soberano.

## Reinado

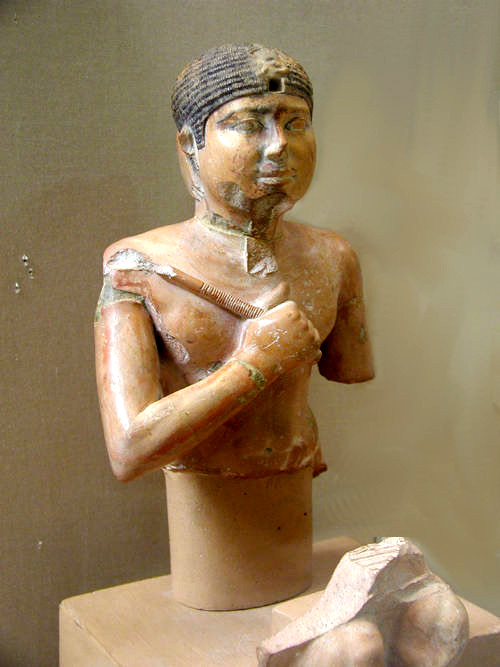
Neferefra, el hermano mayor de Nyuserra, murió inesperadamente a los veinte años de edad después de un breve reinado.

### Duración del reinado

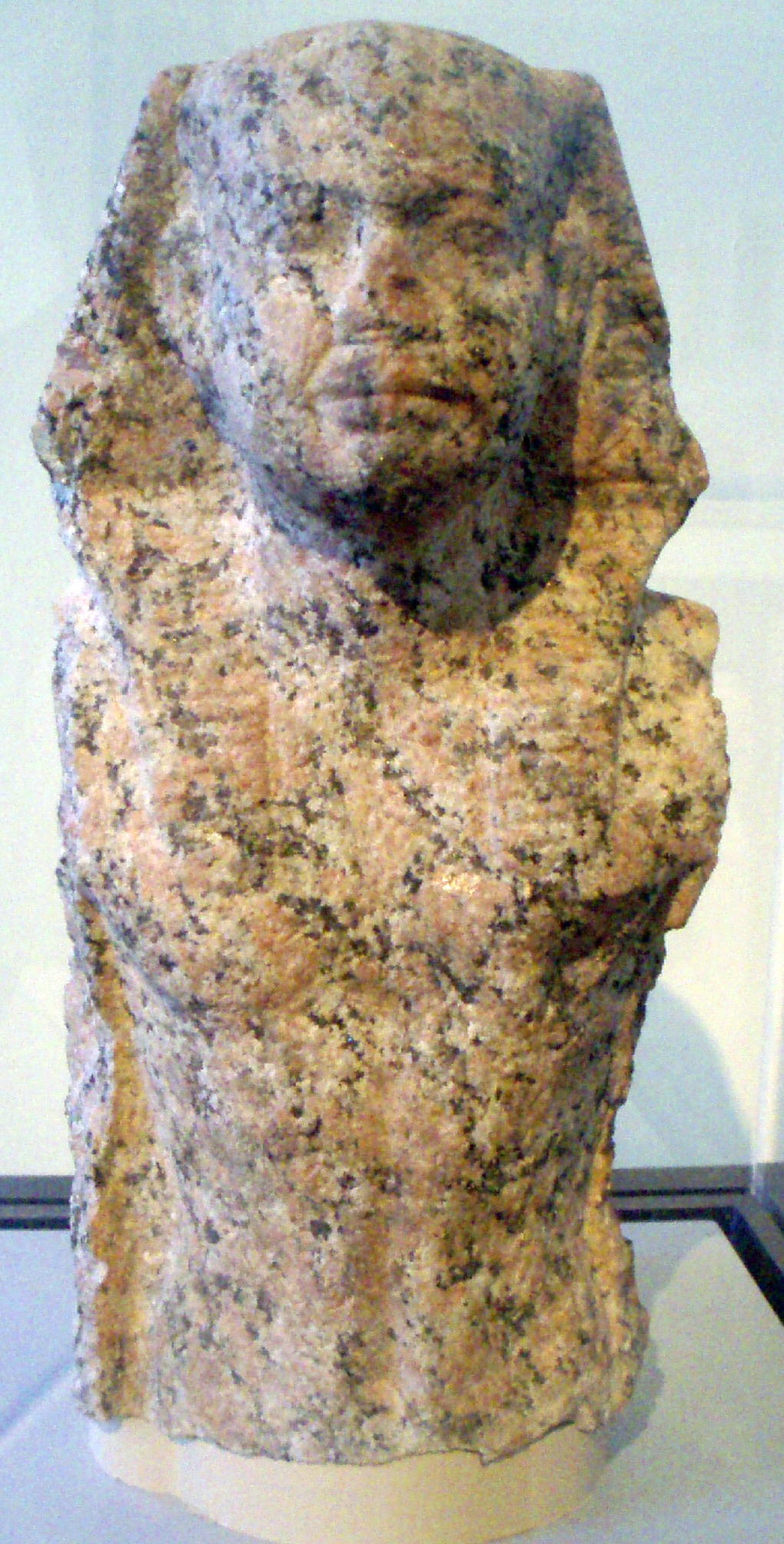
Estatua fragmentaria de un rey de la Quinta Dinastía, probablemente Nyuserra.

#### Fiesta Sed de Nyuserra

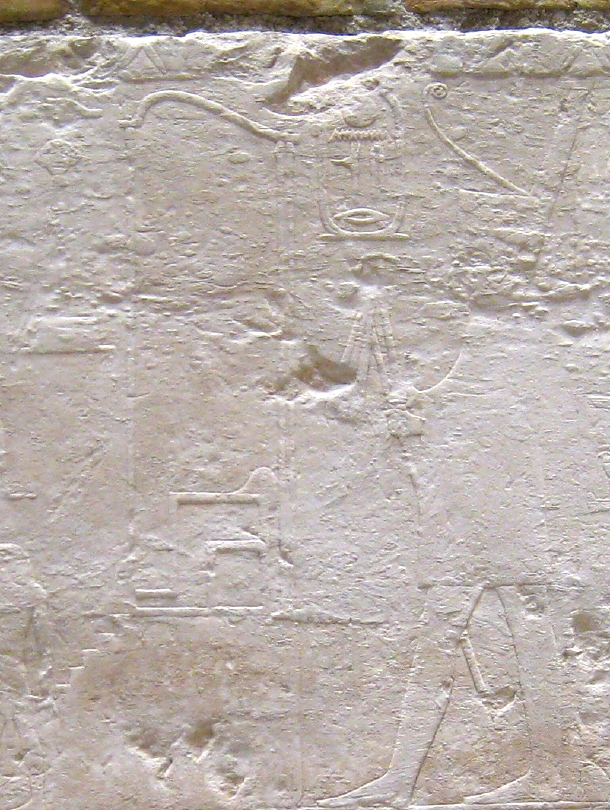
Relieve de Nyuserra celebrando su Fiesta Sed, Museo Egipcio de Berlín

### Actividades internas

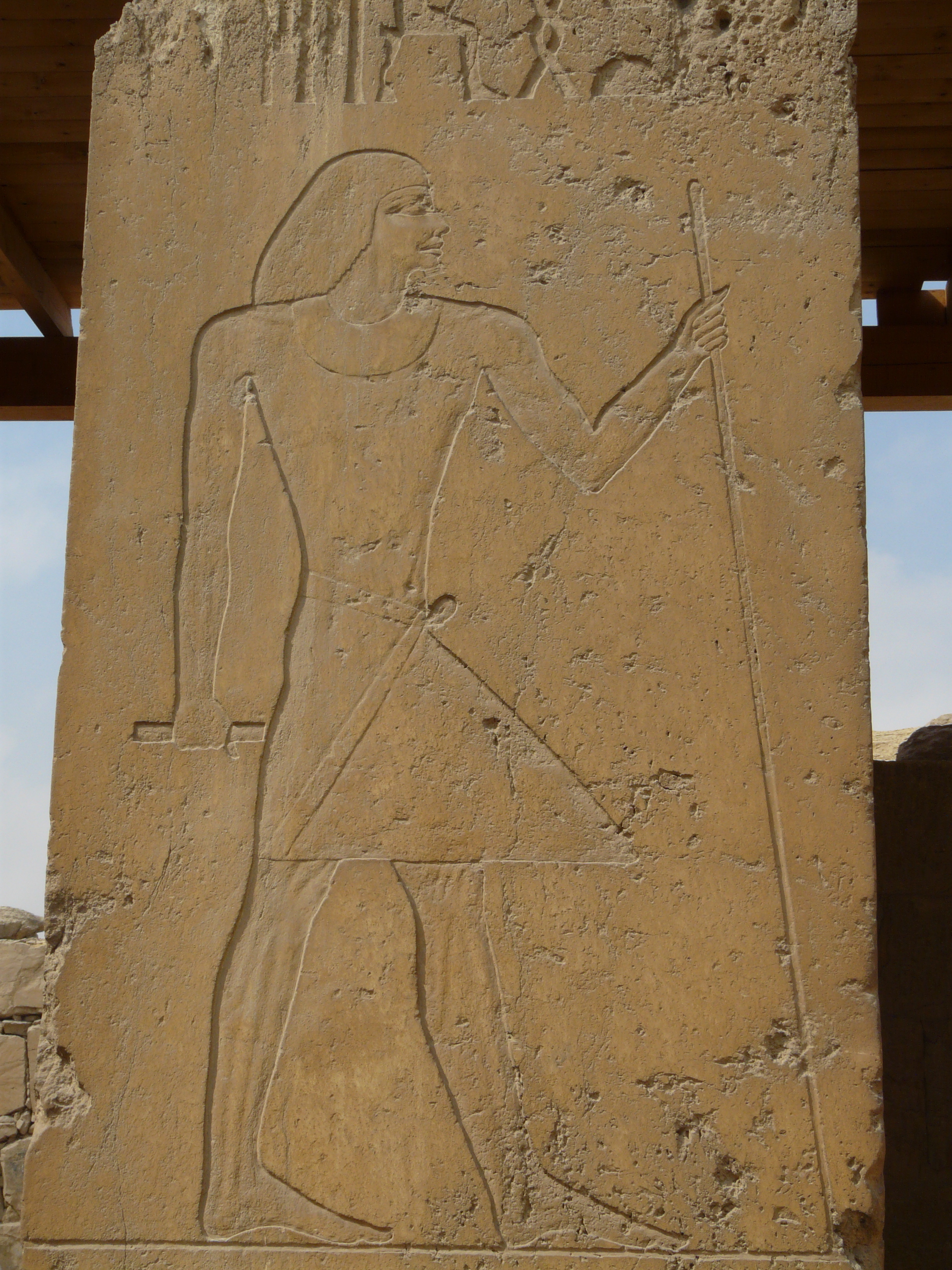
Ptahshepses, visir y yerno de Nyuserra Ini

#### Expediciones comerciales y mineras

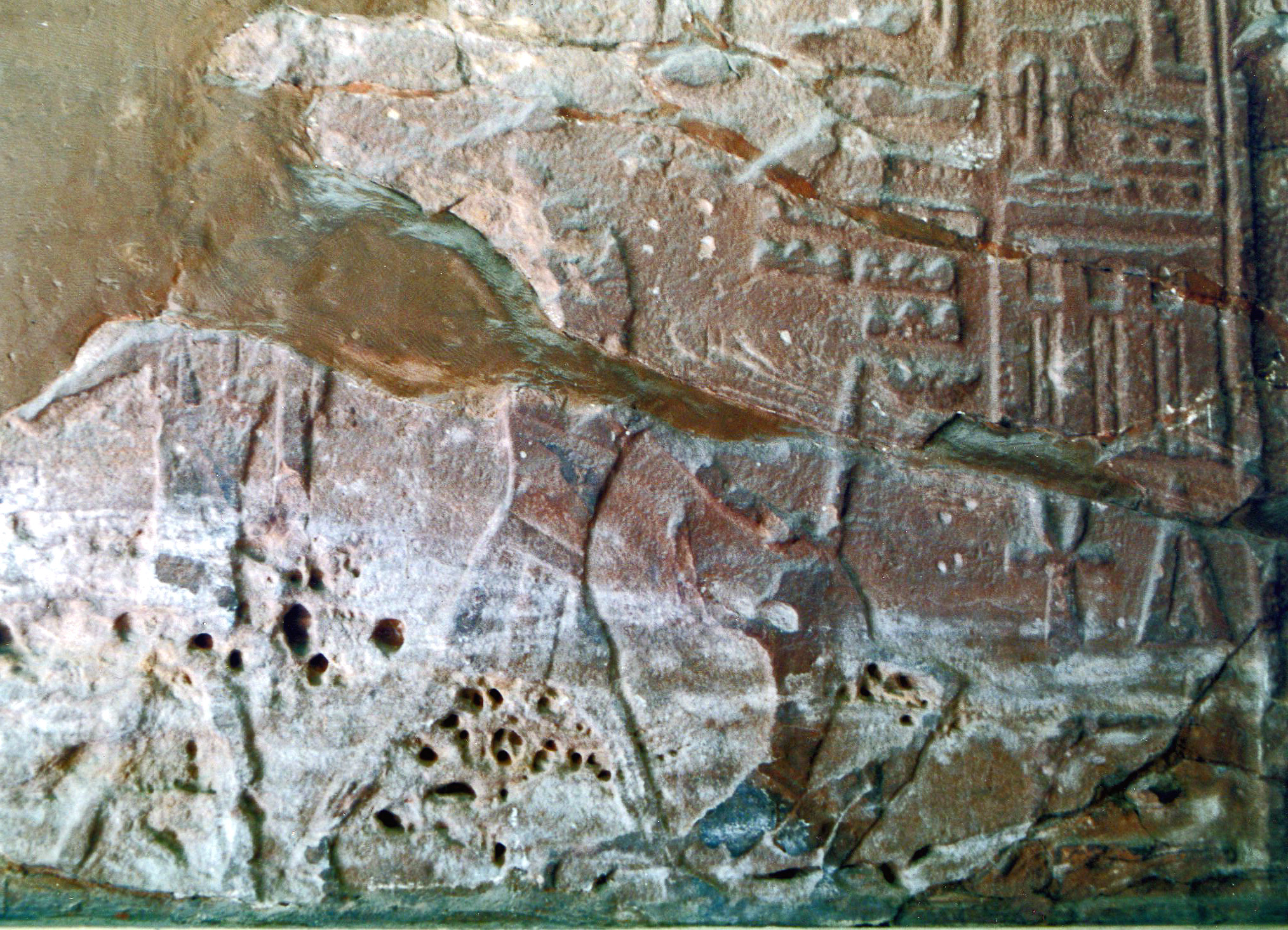
Relieve de Nyuserra del Wadi Maghareh

## Principales construcciones

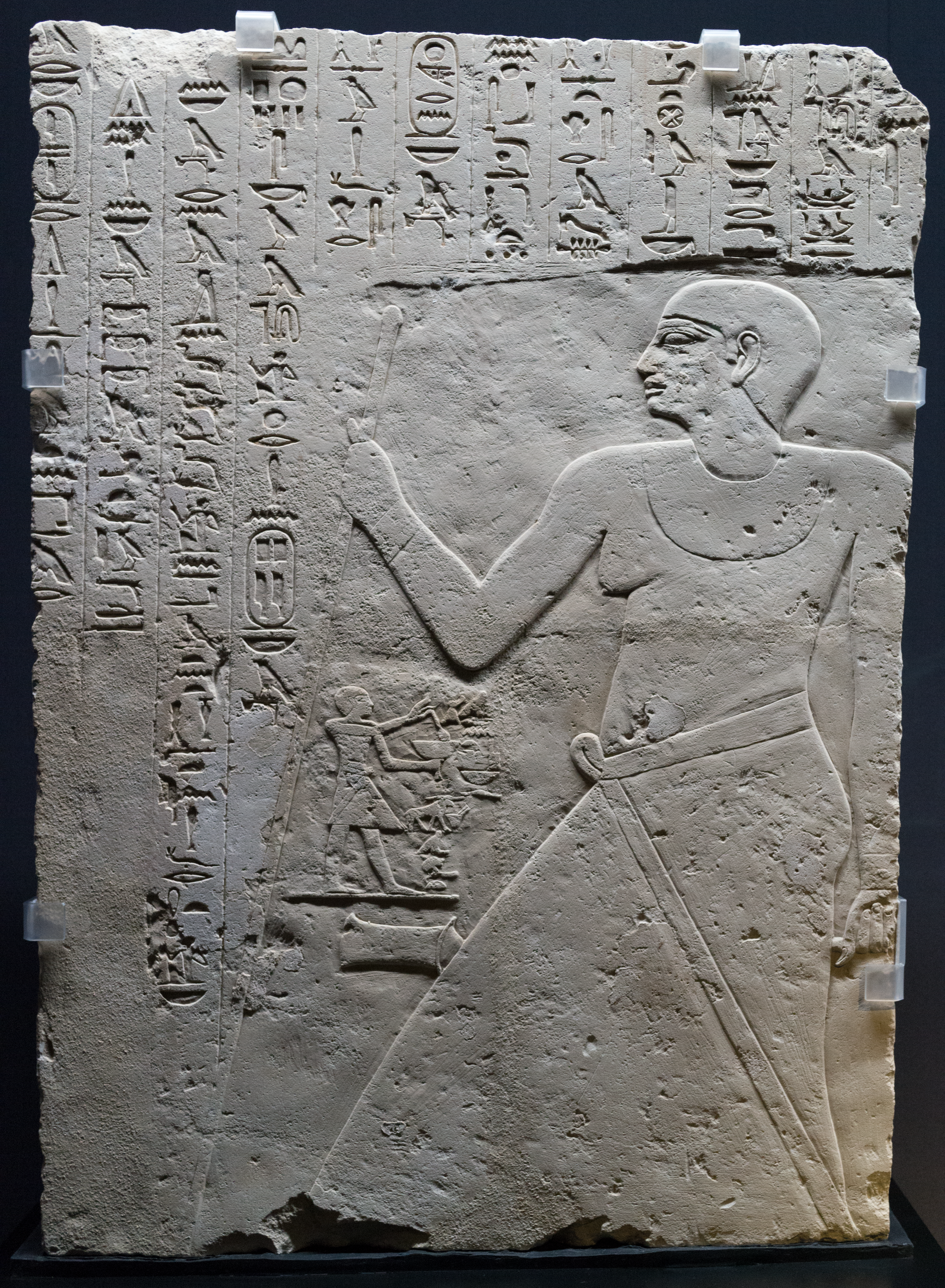
Relieve de la tumba de Ini excavada en Saqqara.

### Pirámide Lepsius XXIV

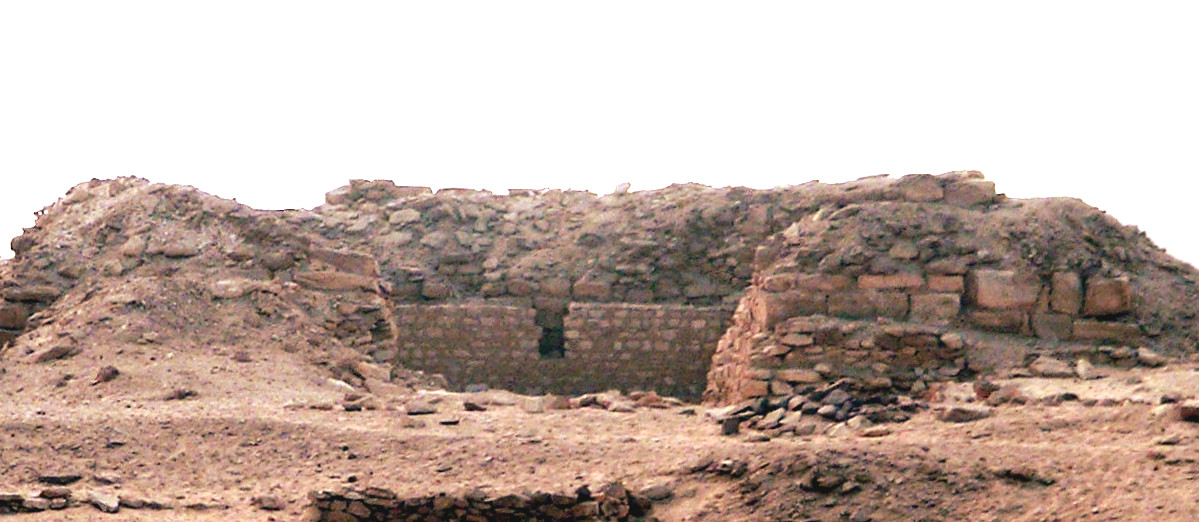
Ruinas de la pirámide Lepsius XXIV

### Lepsius XXV

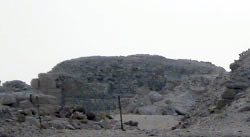
Ruinas de Lepsius XXV en Abusir